# Arca de San Apolonio
El Arca de San Apolonio es un monumento funerario en mármol de Gasparo Cairano. Fechado entre 1508 y 1510, se encuentra en la tercera capilla a la derecha de la nave sur de la Catedral Nueva de Brescia.

## Historia
El 5 de enero de 1503 se anunció oficialmente el descubrimiento de las reliquias de San Apolonio, cuarto obispo de Brescia, en la basílica de San Pietro de Dom. El descubrimiento se había producido probablemente en septiembre de 1502 con el hallazgo de documentación de obras en la capilla que lleva su nombre. Ese mismo día, el Consejo General de la ciudad decidió por unanimidad proporcionar un emplazamiento digno para los restos del santo, de acuerdo con las autoridades diocesanas y la catedral. En junio, se tomó otra resolución del Consejo General, en la que se pedía al Colegio de Notarios que financiara la nueva arca. Sin embargo, los fondos no se comprometieron inmediatamente, muy probablemente porque los notarios habían tenido problemas para reunir los fondos
Otra orden del Consejo data de 1506, en la que se ordena al Colegio de Notarios la realización de las obras. Por último, en 1508, el Consejo nombró a tres personas para que presidieran la ampliación de la capilla de San Apolonio para que pudiera abarcar el arca relicario de mármol (archa marmorea et miro artificio fabricata de pecuniis collegii notariorum Brixie). De este modo, las obras se documentan desde diciembre de 1509 hasta noviembre de 1510, con los honorarios de intervenciones como el rebaje del suelo y la remodelación de las paredes y el arco, esta última a cargo del maestro Benedictus lapicida. Los gastos fueron considerables, cerca de 300 liras planette (la moneda bresciana de la época)
La transferencia de las reliquias, oficiada por el obispo Mattia Ugoni y a la que asistieron autoridades notables de la ciudad y representantes papales, tuvo lugar en julio de 1510, momento en el que el arca se habría completado. La ejecución de la obra, por tanto, puede situarse entre 1508-1510.
El conjunto escultórico fue trasladado a la Catedral Antigua en 1604, cuando la basílica paleocristiana empezaba a ser demolida, para ser sustituida por la Catedral Nueva (Duomo Nuovo). En esta época, también se colocaron en el arca las reliquias de Filastrio, otro obispo de Brescia del siglo IV. Finalmente, en 1674, el arca fue trasladada al Duomo Nuovo, donde se encuentra hasta hoy, en la última de las capillas del lado derecho de la nave sur, dicha nave está dedicada a los santos Apolonio y Filastrio.Carlo Carra y sus colaboradores construyeron un nuevo altar, compuesto por dos estantes laterales y una inscripción central de dedicación, todo ello sobre una base alta. Los soportes originales, posiblemente columnas o pilares, fueron retirados.

## Descripción
El arca consta de tres etapas: una base, un cuerpo central y el cimacio. La base está formada por dos bandas distintas de igual anchura, la primera lisa de piedra gris y la segunda de mármol blanco con una decoración de festones. El cuerpo central es el más elaborado desde el punto de vista artístico y tiene cinco paneles historiados, tres en el frente y dos en los laterales, que representan algunas historias de la vida de San Apolonio. Desde el panel de la izquierda, pasando por el de la derecha, aparecen la Imposición de las vestiduras sacerdotales a los santos Faustino y Giovita, la Predicación al pueblo, la prueba de la Eucaristía, el bautismo de Calocero y la muerte de San Apolonio. Los paneles pintados se insertan en un orden arquitectónico de pilastras corintias con candelabros, que sostienen un grueso entablamento con un elaborado friso.
El conjunto escultórico está rematado por el cimacio, que consiste en un pedestal con una inscripción dedicatoria, en el que se inserta una estatua de San Apolonio con un báculo de bronce dorado. El dosel está coronado por una luneta con una Virgen con el Niño y ángeles, completada a su vez por una antorcha de la que emanan falsas llamas de bronce dorado. Dos pequeños pedestales flanquean el baldaquín y se unen al cuerpo central mediante elementos de piedra con los característicos perfiles ondulados, sobre los que se encuentran las estatuillas de San Faustino, a la izquierda, y de San Giovita, a la derecha.

## Evaluación y atribución estilística
A partir del siglo XVII, el arca fue considerada un bello objeto de arte en Brescia, especialmente en los catálogos de santos brescianos, es decir, desde su colocación en la Catedral Vieja. Bernardino Faino, por ejemplo, elogió la bella representación del santo (istorie picole del istesso Santo, bellissime), añadiendo que su autor es desconocido, siendo de la antigüedad. El Giardino della Pittura de Francesco Paglia (escrito entre 1675-1713), en el capítulo dedicado a la Catedral Antigua, admiraba el arca tallada con bellas figuras de mármol blanco, es decir, el arca de San Apolonio

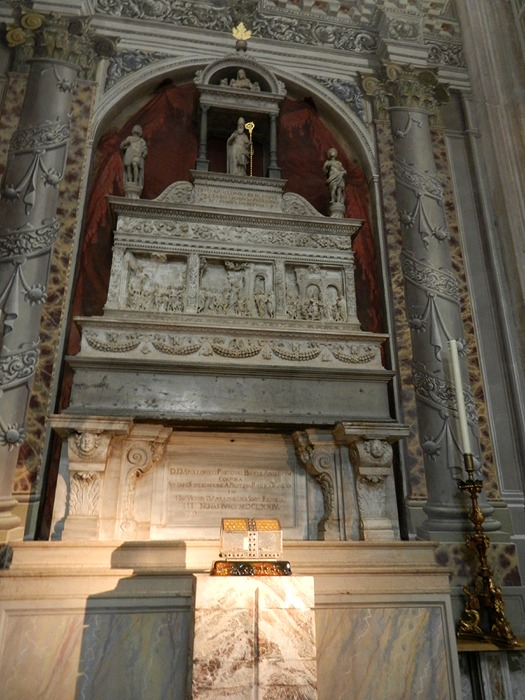
El arca en vista frontal

En 1822, la obra fue seleccionada entre los monumentos históricos de Brescia para ser incluida en Le tombe e i monumenti illustri d'Italia, y se le dedicó un grabado a toda página. Paolo Brognoli, en su guía de Brescia de 1826, fue el primero en realizar un análisis crítico de las esculturas del arca. Tras investigar en los archivos municipales, pudo reconstruir parcialmente las circunstancias del encargo del monumento, aunque no pudo encontrar el contrato con el escultor que realizó el arca. Esto le interesaba especialmente, dijo, porque había identificado un monumento del mismo artista, fechado en 1494, que estaba dedicado a Luigi Caprioli. (Se trataba de la Adoración de Caprioli, y es la primera vez que se establece una conexión artística con el arca, no basada en pruebas literarias o de archivo, sino puramente en consideraciones estilísticas). En 1939, Antonio Morassi propuso una atribución del arca a Maffeo Olivieri, que fue reafirmada por textos posteriores.
Dos estudios de Vito Zani en 2001 y 2003 propusieron la reasignación de la obra a Gasparo Cairano, a partir de comparaciones estilísticas y de contexto histórico. Zani pudo localizar características idénticas entre la estatua de la cima del arca de San Apolonio y la clave de bóveda del pórtico del Palazzo della Loggia en Brescia, este último documentado con pagos a Cairano en 1497. Zani señaló la similitud en la ejecución de los rostros, suavizando sus facciones pero aportando la misma severidad expresiva. El mismo rostro, austero y tranquilo, también se encuentra en San Pietro en el portal de la catedral de Salò, que es ligeramente anterior al arca. Las dos estatuas del arca de los Santos Faustino y Giovita, por el contrario, representan un homenaje extremo a los Ángeles de Tamagnino para la Iglesia de Santa Maria dei Miracoli, contra la cual Cairano, casi veinte años antes, había opuesto a sus Apóstoles cualitativamente inferiores. Sin embargo, estas referencias se han actualizado, con las cabezas y el cabello remodelados, según el modelo popular de los Apóstoles contemporáneos en la Iglesia de San Pietro in Oliveto . Además, existían evidentes similitudes técnicas y expresivas entre el San Faustino del arca y el César de la izquierda en el lado sur de la Loggia realizado entre 1503-1508. El rostro de San Faustino tiene partes inacabadas dejadas próximas al alisado, trabajadas directamente con cincel plano, demostrando el virtuosismo del maestro en la escultura de las cabezas .
Otros puntos de similitud se dan entre el rostro de la Virgen en el cimacio del arca y el rostro femenino de la Justicia en el pórtico de la Loggia, que luego Cairano reitera en el Pala Kress. El friso central también apoya la atribución a Cairano, su elaborada ejecución recuerda al mausoleo de Martinengo y al altar de San Girolamo, ambos con frisos ejecutados de manera muy similar. La atención prestada a las audaces perspectivas detrás de los personajes en primer plano también tiene un precedente en la carrera de Cairano, a saber, la Adoración de Caprioli .
La ejecución del arca se inscribe en el contexto de la rivalidad entre los Sanmicheli y Cairano, cuya promoción de un estilo clásico había suplantado en el gusto del público las refinadas decoraciones de los Sanmicheli. Por ejemplo, el Arca de San Tiziano de 1505, instalada en la iglesia de los santos Cosme y Damián por los Sanmicheli como intento de relanzamiento de su taller, es ampliamente suplantada por la monumentalidad y el refinamiento de las partes figurativas del arca de San Apolonio. Cairano estableció así su dominio artístico con una producción de la más alta calidad